# Prosotas lutea
Prosotas lutea är en fjärilsart som beskrevs av Amrtin 1895. Prosotas lutea ingår i släktet Prosotas och familjen juvelvingar. Inga underarter finns listade i Catalogue of Life.

## Bildgalleri

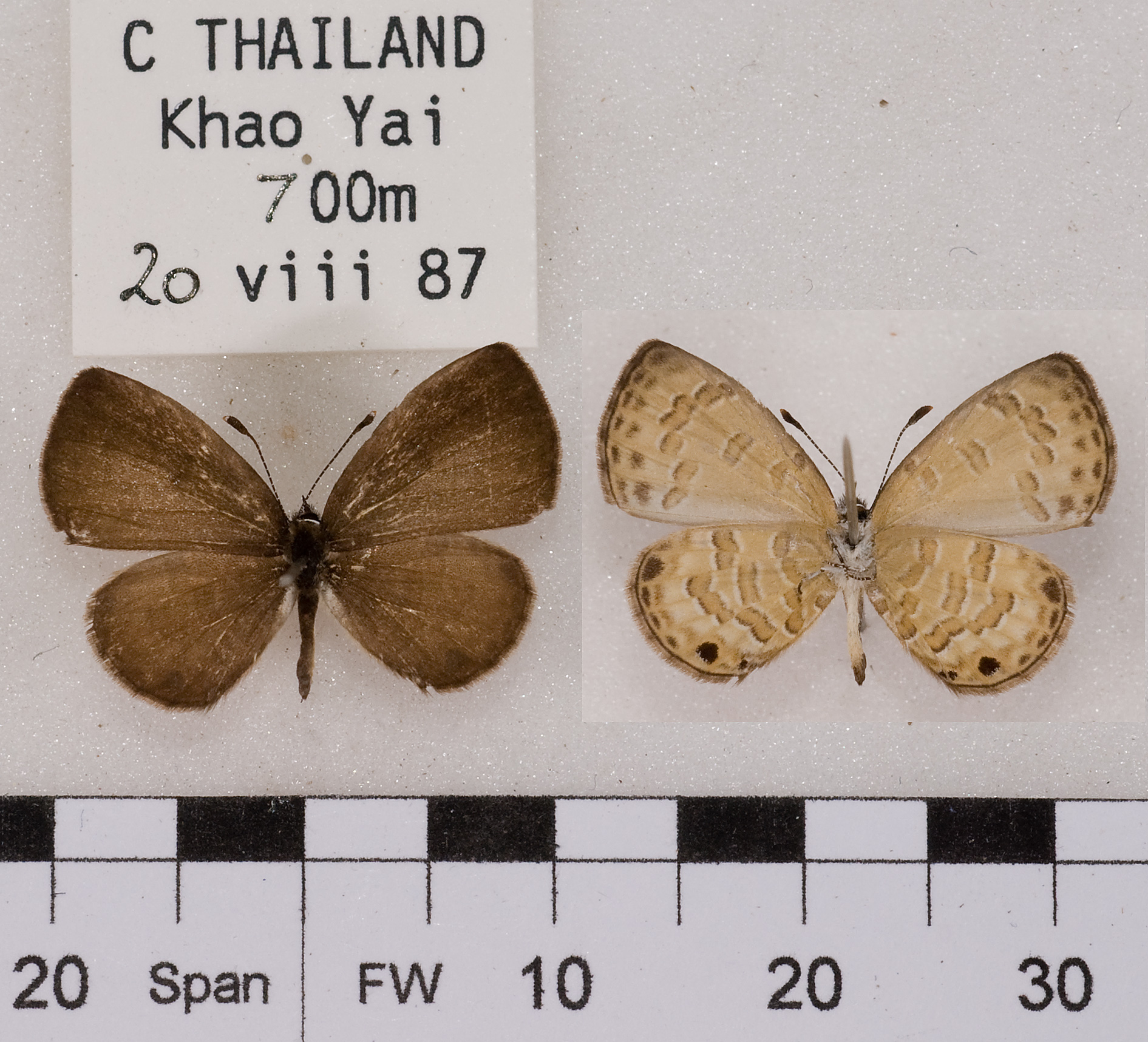